# Contea di Marion (Alabama)
La contea di Marion, in inglese Marion County, è una contea dello Stato dell'Alabama, negli Stati Uniti. La popolazione al censimento del 2000 era di 31.214 abitanti. Il capoluogo di contea è Hamilton.
Si tratta di una dry county, ma la vendita di alcolici è permessa in alcune città.

## Geografia fisica
La contea si trova nella parte nord-occidentale dell'Alabama, al confine con il Mississippi. Lo United States Census Bureau certifica che l'estensione della contea è di 1.926 km², di cui 1.920 km² composti da terra ed i rimanenti 6 km² composti di acqua.
Il territorio rientra nella Pianura Costiera.

### Contee confinanti
- Contea di Franklin - nord
- Contea di Winston - est
- Contea di Walker - sud-est
- Contea di Fayette - sud
- Contea di Lamar - sud-ovest
- Contea di Monroe (Mississippi) - ovest
- Contea di Itawamba (Mississippi) - ovest

### Laghi e fiumi
La contea comprende i seguenti laghi e fiumi:
| Laghi | Fiumi |
| --- | --- |
| - Tyre Mill Pond - Buttahatchee Lake - Brilliant Lake - Little New River Lake Number 1 - Little New River Lake Number 2 - Little New River Lake Number 3 - Lehman Lake - McRae Lake | - Latchie Branch - Hurricane Creek - Burfield Branch - Rock Quarry Branch - Bridge Branch - Moore Creek - Moore Branch - Long Branch - Mitchell Spring Branch |

## Storia
La contea di Marion fu costituita il 13 febbraio 1818, prima che l'Alabama diventasse uno Stato. I territori erano abitati dai Chickasaw. Fino al 1866 contenne anche l'attuale territorio della contea di Lamar. Il nome le è stato dato in onore del generale Francis Marion della Carolina del Sud, che partecipò alla guerra d'indipendenza americana. Il 27 aprile 2011, una tempesta di vaste proporzioni, che generò numerosi tornado di grande potenza, colpì il sud-est degli Stati Uniti. In Alabama persero la vita oltre 250 persone, tra cui 23 nelle comunità della contea di Marion.

## Principali strade ed autostrade
- Interstate 22 (futuro)
- U.S. Highway 43
- U.S. Highway 78
- U.S. Highway 278
- State Route 17
- State Route 19
- State Route 44
- State Route 74

## Società

### Evoluzione demografica
Abitanti censiti (migliaia)

## Comuni[10]
- Bear Creek - town
- Brilliant - town
- Glen Allen - town[11]
- Guin - city
- Gu-Win - town
- Hackleburg - town
- Haleyville - city[12]
- Hamilton (capoluogo) - city
- Twin - town
- Winfield - city[11]